# Ziegenbach (Markt Bibart)

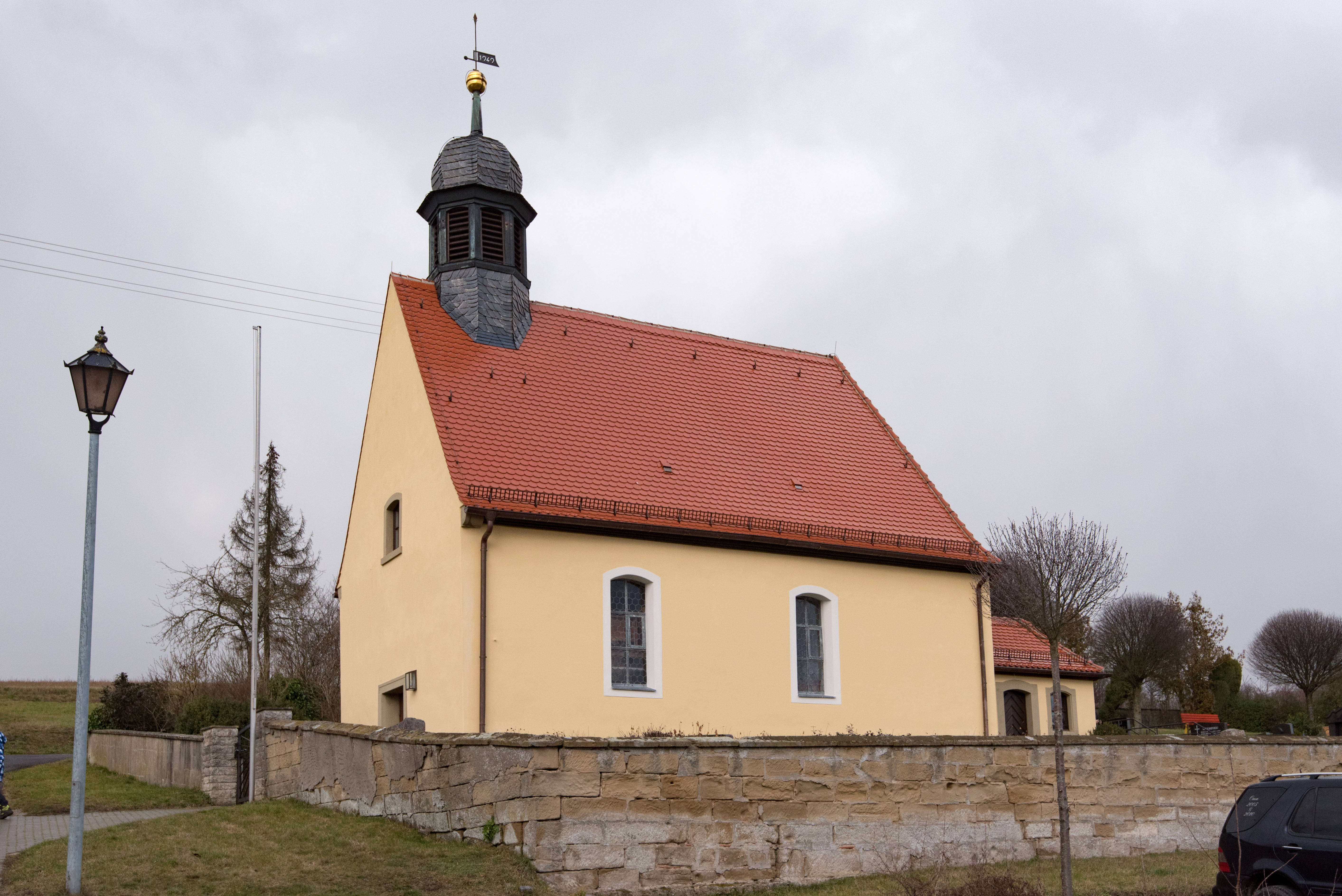
Evangelische Kirche

Ziegenbach  (fränkisch: Ziechabach) ist ein Gemeindeteil des Marktes Markt Bibart im Landkreis Neustadt an der Aisch-Bad Windsheim (Mittelfranken, Bayern). Die Gemarkung Ziegenbach hat eine Fläche von 4,333 km². Sie ist in 370 Flurstücke aufgeteilt, die eine durchschnittliche Fläche von 11710,88 m² haben.

## Geografie
Das Kirchdorf liegt auf freier Flur an der Bibart. Die Bundesstraße 286 führt nach Enzlar zur Bundesstraße 8 (2 km südlich) bzw. nach Birklingen (2 km nordwestlich). Die von der B 8 abzweigende Staatsstraße 2257 führt nach Oberscheinfeld (5 km östlich).

## Geschichte
Der Ort wurde 1331 als „Zigenpach“ erstmals urkundlich erwähnt. Der Ortsname bedeutet ‚Zum Bach, an dem Ziegen weiden‘. Ziegenbach unterstand den Herren von Castell.
Im Jahre 1806 kam Ziegenbach zum Königreich Bayern. Im Rahmen des Gemeindeedikts wurde der Steuerdistrikt Ziegenbach gebildet. Mit dem Zweiten Gemeindeedikt (1818) entstand die Ruralgemeinde Ziegenbach, zu der Birklingen und Seufertshof gehörten. Sie unterstand in Verwaltung und Gerichtsbarkeit dem Landgericht Markt Bibart. und in der Finanzverwaltung zunächst dem Rentamt Scheinfeld, nach dessen Auflösung im Jahr 1818 dem Rentamt Iphofen. Spätestens 1837 wurde die Gemeinde aufgelöst: Ziegenbach kam an das Herrschaftsgericht Rüdenhausen, Birklingen und Seufertshof wurden nach Oberscheinfeld eingemeindet. Ab 1852 gehörte Ziegenbach wieder zum Landgericht Markt Bibart. 1860 wurde Josephshof von Birklingen nach Ziegenbach umgemeindet. Ab 1862 war das Bezirksamt Scheinfeld für die Verwaltung der Gemeinde zuständig (1939 in Landkreis Scheinfeld umbenannt) und ab 1879 das Rentamt Markt Bibart für die Finanzverwaltung  (1919–1929: Finanzamt Markt Bibart, von 1929 bis 1972: Finanzamt Neustadt an der Aisch, seit 1972: Finanzamt Uffenheim). Die Gerichtsbarkeit blieb bis 1879 beim Landgericht Markt Bibart, von 1880 bis 1973 war das Amtsgericht Scheinfeld zuständig, seitdem ist es das Amtsgericht Neustadt an der Aisch. 1964 hatte die Gemeinde eine Gebietsfläche von 4,322 km². Am 1. Januar 1972 wurde Ziegenbach im Zuge der Gebietsreform in Bayern nach Markt Bibart eingemeindet.

### Baudenkmäler
In Ziegenbach gibt es drei Baudenkmäler:
- Haus Nr. 6: Wohnstallhaus
- Haus Nr. 17: Evangelisch-lutherische Pfarrkirche
- Haus Nr. 21: Gasthaus

ehemalige Baudenkmäler
- Haus Nr. 19: Gemeindehaus. Erdgeschossiger verputzter Massivbau von zwei zu vier Achsen mit zweigeschossigem Fachwerkgiebel zur Straße, erste Hälfte des 19. Jahrhunderts.[16]
- Pumpbrunnen aus Gusseisen, Ende des 19. Jahrhunderts. Hinter der Ostseite der Kirche.[16]

### Bodendenkmäler
In der Gemarkung Ziegenbach gibt es ein Bodendenkmal.

### Einwohnerentwicklung
Gemeinde Ziegenbach
| Jahr      | 1818  | 1840   | 1852   | 1855   | 1861   | 1867   | 1871   | 1875   | 1880   | 1885   | 1890   | 1895   | 1900   | 1905   | 1910   | 1919   | 1925   | 1933   | 1939   | 1946   | 1950   | 1952   | 1961   | 1970   |
| Einwohner | 245   | 164    | 154    | 152    | 151    | 151    | 155    | 147    | 167    | 155    | 153    | 147    | 124    | 121    | 149    | 139    | 156    | 162    | 149    | 146    | 146    | 147    | 125    | 98     |
| Häuser    | 40    |        |        |        |        |        | 27     |        |        | 28     | 28     |        | 28     |        |        |        | 25     |        |        |        | 23     |        | 24     |        |
| Quelle    | [ 9 ] | [ 18 ] | [ 18 ] | [ 18 ] | [ 19 ] | [ 20 ] | [ 21 ] | [ 22 ] | [ 23 ] | [ 24 ] | [ 25 ] | [ 18 ] | [ 26 ] | [ 18 ] | [ 27 ] | [ 18 ] | [ 28 ] | [ 18 ] | [ 18 ] | [ 18 ] | [ 29 ] | [ 18 ] | [ 12 ] | [ 30 ] |

Ort Ziegenbach
| Jahr      | 001818 | 001861 | 001871 | 001885 | 001900 | 001925 | 001950 | 001961 | 001970 | 001987 |
| Einwohner | 141    | *151   | 148    | 148    | 107    | 138    | 146    | 125    | 98     | 102    |
| Häuser    | 24     |        |        | 27     | 27     | 24     | 23     | 24     |        | 26     |
| Quelle    | [ 9 ]  | [ 19 ] | [ 21 ] | [ 24 ] | [ 26 ] | [ 28 ] | [ 29 ] | [ 12 ] | [ 30 ] | [ 2 ]  |

## Religion
Ziegenbach ist nach St. Matthäus (Markt Einersheim) gepfarrt und seit der Reformation evangelisch-lutherisch geprägt. Im Ort gibt es eine Filiale von Markt Einersheim, die zeitweise eine Pfarrgemeinde war.